# アイ・エヌ・ピー
アイ・エヌ・ピーとは、織田裕二主演の映画に出資、ファンクラブイベント等を企画している団体。

## 製作に参加している主な作品

### 映画
- 就職戦線異状なし （1991年、東宝）
- 踊る大捜査線 THE MOVIE （1998年、東宝）
- ホワイトアウト（2000年、東宝）
- T.R.Y.（2003年、東映）
- 踊る大捜査線 THE MOVIE 2 レインボーブリッジを封鎖せよ!（2003年、東宝）
- 県庁の星（2006年、東宝）
- 椿三十郎（2007年、東宝）
- アマルフィ 女神の報酬（2009年、東宝）
- 踊る大捜査線 THE MOVIE3 ヤツらを解放せよ!（2010年、東宝）
- アンダルシア 女神の報復（2011年、東宝）
- 踊る大捜査線 THE FINAL 新たなる希望（2012年、東宝）
- ボクの妻と結婚してください (2016年、東宝)

### テレビ番組
- 『象物語』（2005年5月 TBS　制作：テレビマンユニオン・TBS・INP）
- 『織田裕二アフリカ大自然スペシャル「僕らはサルだ！織田裕二の類人猿とふれあう感動紀行」』（2007年8月 TBS　制作：テレビマンユニオン・TBS・INP）

## 主なイベント企画
- YUJI ODA FAN CLUB Deps OFFICIAL TOUR ACT.10「OD3@TOKYO.2010」[1]